# Щекоцини
Щекоци́ни (пол. Szczekociny, нім. Schtschekotzin) — місто в південній Польщі, на річці Пілиця.
Належить до Заверцянського повіту Сілезького воєводства.
У березні 2012 року неподалік від міста сталося лобове зіткнення двох поїздів.

## Демографія
Демографічна структура станом на 31 березня 2011 року:
|          | Загалом | Допрацездатний вік | Працездатний вік | Постпрацездатний вік |
| -------- | ------- | ------------------ | ---------------- | -------------------- |
| Чоловіки | 1845    | 315                | 1340             | 190                  |
| Жінки    | 1950    | 308                | 1171             | 471                  |
| Разом    | 3795    | 623                | 2511             | 661                  |